# Serravalle Pistoiese
Serravalle Pistoiese település Olaszországban, Toszkána régióban, Pistoia megyében. Lakosainak száma 11 740 fő (2023. január 1.). Serravalle Pistoiese Lamporecchio, Larciano, Marliana, Monsummano Terme, Pieve a Nievole, Pistoia, Quarrata és Montecatini Terme községekkel határos.

## Népesség
A település lakossága az elmúlt években az alábbi módon változott:
| Lakosok száma | 11 666 | 11 689 | 11 740 |
|               | 2017   | 2018   | 2023   |